# Kościół Najświętszego Serca Jezusowego w Ostrowcu Świętokrzyskim
Kościół Najświętszego Serca Jezusowego w Ostrowcu – drewniany kościół wybudowany w Ostrowcu Świętokrzyskim w 1932 roku.
Nazywany kościołem fabrycznym lub popularnie w Ostrowcu kościółkiem. Znajduje się pomiędzy ulicami Sandomierską a Poniatowskiego na Osiedlu Hutniczym.

## Historia
Kościół zaprojektowany został przez Tadeusza Rekwirowicza na początku lat 30. XX w. Fundatorem budowy był Mieczysław Iwaszkiewicz, ówczesny dyrektor zakładów ostrowieckich. Kamień węgielny pod budowę kościoła położono 18 października 1931 r. Budowa świątyni została ukończona w 1932 r.
W 1939 r. powstała dzwonnica, w której znajdowały się dwa dzwony (o wadze 100  i 25 kg), zarekwirowane przez Niemców w latach okupacji. W 1949 r. postawiono drewnianą plebanię. Do początku lat 80. XX w. kościół kryty był gontem. W latach 1982–1984 gont na dachu kościoła został wymieniony na blachę miedzianą.

## Budowla
Kościół z drewna modrzewiowego zaprojektowany został w stylu zakopiańskim. Na ołtarzu głównym znajduje się drewniana rzeźba Chrystusa wykonana przez rzeźbiarza i malarza Ludwika Konarzewskiego z Istebnej. Polichromia w nawie bocznej została namalowana przez Edwardę Przeorską. W lewej nawie bocznej znajduje się ołtarz poświęcony patronce górników, Świętej Barbarze.

## Otoczenie kościoła
Przed budynkiem, na prawo od wejścia, znajduje się pomnik poświęcony mieszkańcom Ostrowca pomordowanym przez NKWD w Katyniu i obozach jenieckich w Związku Radzieckim.
Obok kościoła usytuowana jest drewniana dzwonnica, na której obecnie znajdują się trzy dzwony oraz krzyż z 1881 r. poświęcony pracy górników ostrowieckich. W XIX w. w okolicach Ostrowca wydobywana była ruda żelaza, m.in. w kopalni Henryk w Szewnie oraz kopalni Józef w Jędrzejowicach.
Naprzeciw kościoła, po drugiej stronie ulicy Sandomierskiej, znajduje się dawny Hotel Fabryczny z XIX w., gdzie w czasie rewolucji 1905 r. znajdowała się siedziba władz Republiki Ostrowieckiej.